# 왕준 (서진)

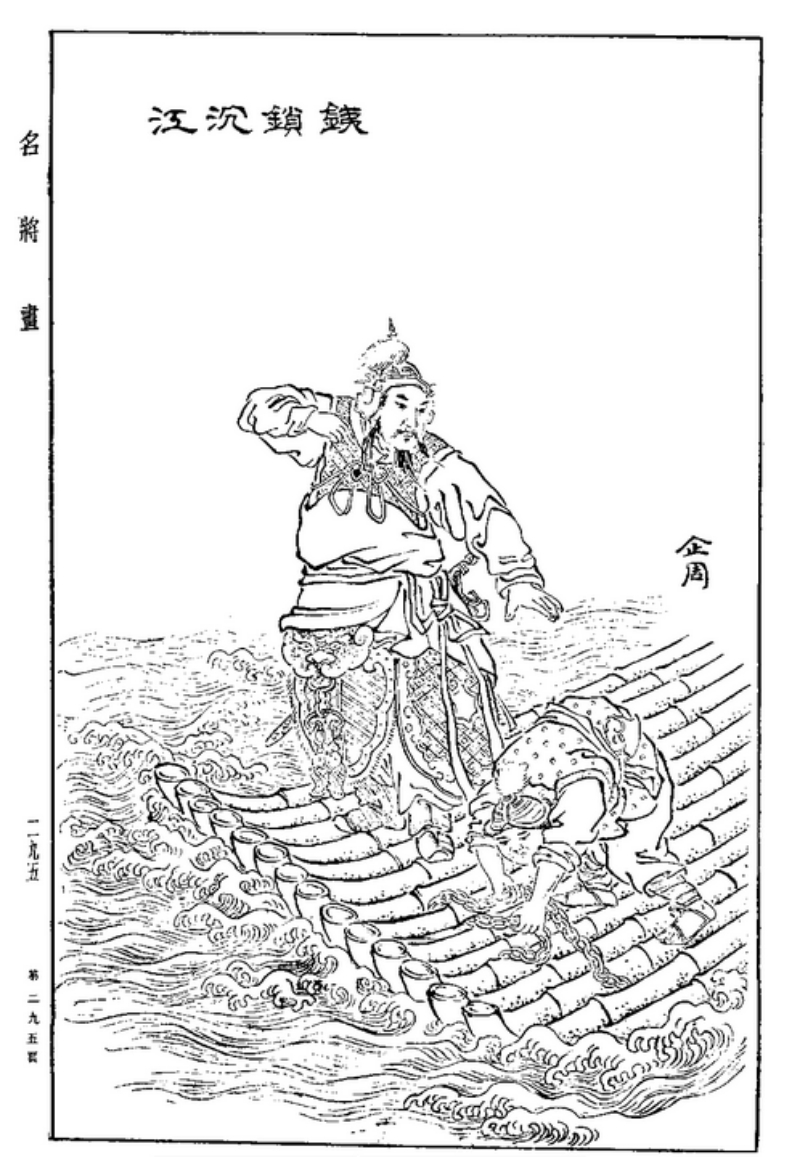

왕준(王濬, 206년 ~ 284년 12월 17일)은 진나라의 장군이며, 자는 사치(士治)이고, 홍농(弘農) 출신이다. 건업(建業)을 점령하고 오나라 황제 손호(孫皓)를 붙잡아 오나라를 멸망시켰다.

## 생애 전반기
왕준은 학식이 풍부하고 품은 뜻이 큰 인물이었다고 한다. 이후 양호(羊祜)의 참군을 지냈는데 양호의 조카 양기(羊曁)가 양호에게 왕준을 두고 “뜻이 크고 사치하여 일을 전적으로 맡길 수 없다.”고 평하자, 양호는 “왕준은 큰 재주를 지녔고 바라는 것을 다 할 수 있다.”고 답하였다.
272년 장홍(張弘)이 반란을 일으켜 익주자사 황보안(皇甫晏)을 죽이고 되려 황보안이 반란을 일으키려 하여 죽였다고 조정에 보고하였다. 그러나 이것이 거짓말임이 밝혀지자 부하들을 거느리고 노략질을 하였다. 이때 왕준은 광한(廣漢)태수였는데, 장홍의 반란을 진압하고 장홍과 장홍의 삼족을 죽였다. 조정에서는 양호를 관내후(關內侯)에 봉하고 황보안의 뒤를 이어 익주자사가 되도록 했다. 왕준은 자사가 된 후 위엄과 신의를 분명히 하여 많은 이민족들을 귀부시켰다.
이에 관련된 한 가지 일화가 있는데 왕준이 꿈속에서 본 대들보에 칼 세 자루가 달려 있다가 조금 후 한 자루가 더 늘어났다. 기이하게 여긴 왕준은 다른 사람에게 꿈풀이를 부탁했는데 처음의 칼 세 자루는 주(州)이고, 나중에 늘어난 한 자루는 익(益)이니 익주를 다스리게 될 것이라는 말을 들었으며, 이것이 맞아떨어져 익주자사가 되었다고 한다.

## 오나라 정벌
사마염(司馬炎)은 오나라를 멸망시킬 뜻을 품고 양호와 오나라를 정벌할 방안을 의논했는데, 양호에게 용양장군(龍驤將軍)을 겸하게 하고 큰 전함을 대대적으로 만들게 하였다. 그 사이 조정에서는 양호가 오나라 정벌을 주장했으나 가충(賈充) 등의 반대에 부딪혀 성사시키지 못하고 병이 들어 죽었다. 279년 왕준은 직접 상소를 올려 손호가 폭정을 거듭하는 이때 정벌하지 않고 자신이 늙어 죽으면 정벌을 성공시키기 어렵다고 하였다. 또 두예(杜預)가 사마염에게 결단을 내릴 것을 촉구한 것이 받아들여져 마침내 오나라를 정벌하게 되었다.
280년 당빈(唐彬)과 함께 오나라 공격에 나선 왕준은 오나라의 단양감(丹陽監) 성기(盛紀)를 상대로 승리를 거두었다. 오나라에서는 진나라의 공격에 대비해 장강 바닥에 쇠사슬과 쇠송곳을 깔아두어 강을 타고 내려오는 진나라의 전함을 가라앉히려 하였다.
이를 알아챈 왕준이 큰 뗏목 수십 개를 만들고 흘려보내 쇠송곳이 뗏목에 박힌 채 떠내려가게 하고, 쇠사슬에 불을 붙여 녹여 장애물을 제거하였다. 거리낄 것이 없어진 왕준의 군대는 연승을 거듭하여 오나라의 이도감(夷道監) 육안(陸晏), 도독 손흠(孫欽), 수군도독 육경(陸景) 등을 죽였다(그러나 두예가 손흠을 산 채로 잡아보냈으므로, 왕준이 손흠의 머리를 보낸 것은 웃음거리가 되었다). 사마염과 두예가 왕준에게 건업을 공격하라고 하자, 장강을 타고 진격해 나갔다. 오나라에서는 유격장군(遊擊將軍) 장상(張象)에게 왕준을 막게 했으나, 진나라 군사의 기세가 왕성한 것을 보고 싸우지 않고 항복하였다. 마침내 왕준의 군사가 건업 석두성(石頭城)에 들어오자 손호는 스스로를 묶어 왕준을 찾아와 항복했고, 왕준은 손호의 결박을 풀어주고 밧줄과 관을 태워 항복을 받아들인 다음 낙양으로 보냈다. 이리하여 오나라는 멸망하고 진나라가 중국을 통일하게 되었다.

## 왕혼의 모함
이전에 손호는 상황이 절망적이라는 것을 깨닫고 왕준과 왕혼(王渾), 사마주(司馬伷)에게 글을 보내 항복하겠다는 뜻을 알렸는데, 왕혼은 왕준이 석두성을 향해 진군할 때 같이 논의하자고 했으나 때마침 순풍이 불어 배를 움직이기 적합했기 때문에 받아들여지지 않았다. 이 때문에 왕준에게 앙심을 품었는데, 왕준은 손호를 낙양으로 보낼 때 왕혼의 진영을 거쳐 가도록 했으나 왕혼은 사마염에게 글을 올려 왕준이 자신의 통제를 받지 않았으며 왕준의 부하들이 오나라의 보물을 가져가고 궁전을 불태웠다고 모함하였다.
진나라 조정에서는 사마염에게 왕준을 잡아들여 죄를 심문해야 한다는 글들이 올라왔고, 한때 사마염도 왕혼의 모함을 믿고 왕준을 책망하기도 했다. 왕준의 계속된 해명으로 의혹이 풀리고 논공행상 때 보국대장군(輔國大將軍) 겸 양양현후(襄陽縣侯)로 책봉되었으나, 세상 사람들은 왕준이 세운 공에 비해 상이 적다고 여겼다. 이후 진수(秦秀) 등이 왕준의 억울함을 알리는 상소를 올린 덕분에 진군대장군(鎭軍大將軍)이 되었다.
왕준은 왕혼에게 모함당했을 때 분노가 쌓여 사마염 앞에서도 이를 감추지 못했고, 또 촉나라를 멸망시키고도 종회(鍾會)의 모함 때문에 죽은 등애(鄧艾)처럼 억울한 처지에 놓일 것을 걱정하여 불안해했다. 때문에 왕혼을 꺼려서 왕혼이 찾아왔을 때 경비를 삼엄하게 갖춘 다음에야 만났다.
284년 12월(윤달) 17일에 세상을 떠났다.

## 같이 보기
- 삼국지 인물 목록
- 방현령